# شعب الفقي (حبيش)

تعديل مصدري - تعديل

شعب الفقي محلة تابعة لقرية الصلوة، التابعة لعزلة الجعافرة بمديرية حبيش إحدى مديريات محافظة إب في الجمهورية اليمنية، بلغ تعداد سكانها 41 حسب تعداد اليمن لعام 2004.